# Грант, Жорж
Жорж-Франсуа-Ксавье-Мари Грант (фр. Georges-François-Xavier-Marie Grente; 5 мая 1872, Перси, Франция — 4 мая 1959, Ле-Ман, Франция) — французский кардинал. Епископ Ле-Мана с 30 января 1918 по 5 мая 1959. Архиепископ ad personam с 16 марта 1943. Кардинал-священник с 12 января 1953, с титулом церкви Сан-Бернардо-алле-Терме с 15 января 1953.

## Биография

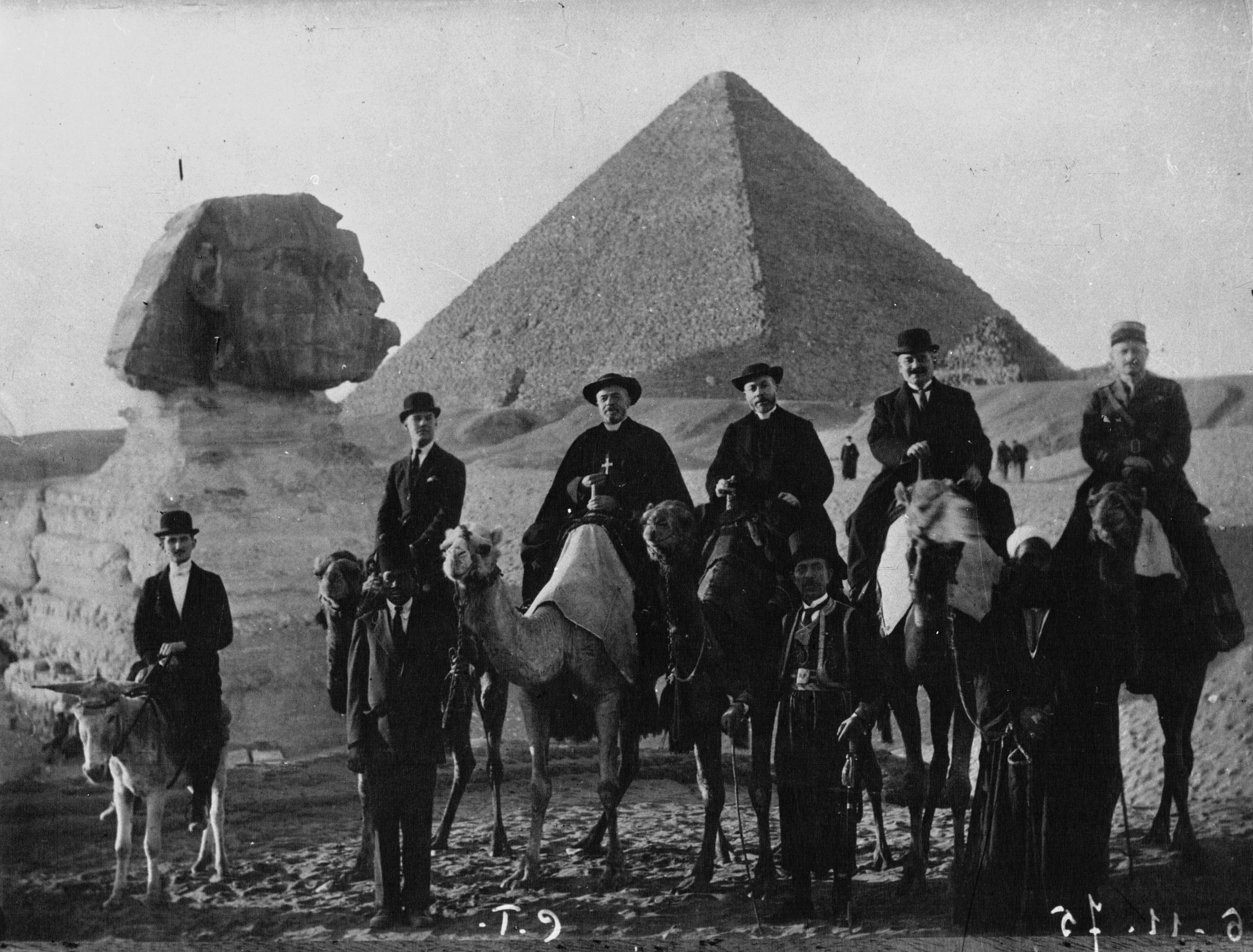
У пирамид в 1936 году

Получил образование в епархиальном колледже Сен-Ло, а затем в Парижском университете. Доктор права.
29 июня 1895 года рукоположен в священники.
Преподавал в нескольких высших учебных заведениях в Нормандии. В июле 1914 года назначен ректором католического университета Лилля, но начавшаяся Первая мировая война помешала ему занять эту должность. Затем он возглавил институт Св. Поля в Шербуре.
30 января 1918 года избран епископом Ле-Мана
17 апреля 1918 года рукоположен в епископы. Стал самым молодым епископом Франции.
С 1933 года — Помощник Папского трона.
12 ноября 1936 года был избран во Французскую академию. Был выдающимся путешественником и совершил много миссий за рубеж (Левант, США, Ирландия и Центральная Европа). Он написал много книг, рассказов о своих путешествиях, работ по образованию. Писал жития святых.
В марте 1943 года — произведён в архиепископы ad personam.
С 12 января 1953 года — кардинал-священник с титулом церкви Сан-Бернардо-алле-Терме.
Умер 4 мая 1959 года.

## Награды
- Командор ордена Почётного легиона